# Бангер (оазис)
Бангер (на английски: Bunger Hills, Bunger Lakes, Bunger Oasis) е антарктически „оазис“, разположен на Брега Нокс на Земя Уилкс в Източна Антарктида. Площта му е около 450 km², като се простира между 65°58’ и 66°20’ ю.ш. и 100°20’ и 101°28’ и.д. и представлява свободна от ледове територия. На югоизток е ограничен от стръмен континентален склон, от който се спуска малкия ледник Апфел, на запад достига до големия ледник Денман, а на север шелфовият ледник Шакълтън го отделя от откритите води на море Моусън, част от Индоокеанския сектор на Южния океан. Релефът му е хълмист и нископланински изпъстрен с множество пресни и солени езера, най-голямо от които е Фигурно (площ 14 km², дължина 25 km, дълбочина до 130 m). През лятото част от ледената и снежна покривка се стопява и в оазиса се появяват малки и къси рекички.
„Оазисът“ е открит през февруари 1947 г. от американския летец Девид Бангер, участник в американската антарктическа експедиция 1946 – 47 г., който каца със своя самолет върху леда на замръзнолото езеро Фигурно и впоследствие е наименуван в негова чест.